# MillerCoors
MillerCoors is een brouwerij uit de Verenigde Staten.  In 2002 kocht South African Breweries Miller Brewing Company en creëerde daarmee SABMiller. In 2005 fuseerden Molson Brewery uit Canada en Coors Brewing Company tot Molson Coors Brewing Company. In 2008 richtten SABMiller en Molson Coors samen MillerCoors op als joint venture voor hun activiteiten in de Verenigde Staten. MillerCoors is de op een na grootste brouwer in de Verenigde Staten, na Anheuser-Busch.
Op 11 oktober 2016 verkocht SABMiller zijn belang in MillerCoors voor ongeveer US$ 12 miljard aan Molson Coors. MillerCoors werd de tak van Molson Coors binnen de Verenigde Staten. In Canada verkreeg Molson Coors het recht (van SABMiller) om Miller Genuine Draft en Miller Lite te produceren. Molson Coors wil de naam MillerCoors, alsmede het hoofdkantoor in Chicago, behouden en is niet van plan de modus operandi te wijzigen.

## Geschiedenis

### Voorlopers
Miller Brewing werd in 1855 opgericht door Frederick Miller, die al jaren bezig was met het brouwen van bier; hij was de eigenaar van Plank Road Brewery voordat hij Miller oprichtte in Milwaukee. De Molson Brewery werd opgericht door John Molson in Montreal, Canada in 1786. De Coors Brewing Company werd opgericht in Colorado in 1873 door Adolph Coors, die origineel uit Pruisen kwam. Het bedrijf werd verschillende keren van naam veranderd, waarna het in 2004 door Molson opgenomen werd in de Molson Coors Brewing Company of kortweg Molson Coors.

### MillerCoors
In oktober 2007 werd een joint venture tussen SABMiller en Molson Coors aangekondigd en werd op 5 juni 2008 goedgekeurd. Op 1 juli 2008 begon het bedrijf te opereren onder de naam MillerCoors.
Op 14 september 2015 kondigde Miller Coors aan een brouwerij in Eden, North Carolina in september 2016 te gaan sluiten wegens verminderde verkopen. Het bedrijf heeft nieuwere brouwerijen in Virginia en Georgia die de productie van de brouwerij in Eden overgenomen hebben.
Tijdens de besprekingen van Anheuser-Busch InBev en SABMiller in 2015, besloot het Amerikaanse hooggerechtshof dat de overname alleen door mocht gaan als SABMiller al zijn aandelen in MillerCoors in de Verenigde Staten en de rechten van Miller buiten de Verenigde Staten zou verkopen. Dit leverde een lastige situatie op, omdat Coors in de Verenigde Staten voor 58% in handen was van MillerCoors en voor 42% in handen was van Molson Coors. Ook had SABMiller nog het bezit over Miller. SABMiller verkocht daarom zijn aandeel in MillerCoors aan Molson Coors.
Na de overname op 10 oktober 2016 verkocht SABMiller het volledige eigendom van het merk Miller buiten de Verenigde Staten en Puerto Rico aan Molson Coors. Molson Coors kreeg ook alle rechten van producten in de MillerCoors portfolio, zoals Redd's en geïmporteerde bieren zoals Peroni, Grolsch en Pilsner Urquell. Hierdoor werd Molson Coors de op twee na grootste brouwer ter wereld. Het bedrijf is nu de grootste brouwer in de Verenigde Staten.

## Activiteiten
MillerCoors is de tak van Molson Coors in de Verenigde staten. Het bedrijf heeft ongeveer 9000 mensen in dienst. Het bedrijf brouwt, verkoopt en maakt reclame voor producten van Molson Coors in de Verenigde Staten en Puerto Rico. MillerCoors bezit acht grote brouwerijen in de Verenigde Staten, de Jacob Leinenkugel Brewing Company in Chippewa Falls, Wisconsin, en drie microbrouwerijen: de 10th Street Brewery in Milwaukee, Terrapin Beer Co. in Athens, Georgia en de Blue Moon Brewing Company bij Coors Field in Denver.

### Merken
De merken die MillerCoors bezit of distribueert zijn onder andere:
- Miller
- Coors
- Molson
- Blue Moon
- Colorado Native
- Crispin Cider
- Foster's
- Killian's
- Grolsch

- Hamm's
- Henry Weinhard's
- Keystone
- Lech
- Leinenkugel's
- Mickey's
- Milwaukee's Best
- Olde English
- Old Vienna

- Peroni
- Pilsner Urquell
- Red Dog
- Saint Archer
- Sharp's
- Steel Reserve
- Terrapin
- Tyskie